# Hoboïst
Een hoboïst of hoboïste is een persoon die hobo speelt,
al dan niet beroepsmatig.

## Lijst van bekende hoboïsten/hoboïstes

### Historisch/ niet meer in leven
- Anne Danican Philidor (1681–1728)
- Giovanni Benedetto Platti (1697–1763)
- Giuseppe Sammartini (1695–1750)
- Joan Baptista Pla (1720?–1773)
- Georg Benda (1722–1795)
- Josep Pla (1728?-1762)
- Josef Fiala (1748–1816)
- Michel Joseph Gebauer (1763–1812)
- Cees van der Kraan (1916-1999)
- Ludwig August Lebrun (1746–1790)
- Georg Triebensee (1746–1813)
- Josef Triebensee (1772–1846)
- Jan Nepomuk Vent (1745–1801)
- Leon Goossens (1897–1988)
- Evelyn Rothwell, Lady Barbirolli (1911-2008)
- Pierre Pierlot (1921–2007)
- Koen van Slogteren (1922–1995)
- Haakon Stotijn (1915–1964)
- Jaap Stotijn (1891–1970)
- Josef Triebensee (1772-1846)
- Mick Karn (1958–2011), rockmuziek
- Jean-Claude Malgoire (1940-2018)
- Daan Admiraal (1944-2018), later alleen actief als dirigent

### Hoboïsten van nu
- Emma Black (?)
- Maurice Bourgue (1939)
- Christopher Bouwman (1981)
- Peter Bree (1949)
- Henrik Chaim Goldschmidt (1959)
- Jean-Louis Capezzali (1959)
- Jan De Maeyer (1949)
- Paul Dombrecht (1948)
- Werner Herbers (1940)
- Heinz Holliger (1939)
- Karl Jenkins (1944), jazzmuziek
- Lucas Macías Navarro (1978)
- Alexei Ogrintchouk (1978)
- Albrecht Mayer (1965)
- Pauline Oostenrijk (1967)
- Marcel Ponseele (1957)
- Edwin Roxburgh (1937)
- Bart Schneemann (1954)
- Christian Schmitt (1965)
- Lawrence Singer (1940)
- Jacques Tys
- Piet Van Bockstal (1963)
- Han de Vries (1941)
- Edo de Waart (1941), alleen nog actief als dirigent